# Guillem Anglada Escudé
Guillem Anglada Escudé   (Terrassa, 1979) és un investigador i professor d'astrofísica català.
Estudià a la Universitat de Barcelona, on es doctorà el 2007. El seu àmbit d'estudi són les tècniques precises de detecció de planetes i ha participat en diversos projectes de recerca. Liderà el grup que va descobrir Pròxima b, el planeta potencialment habitable més proper a la Terra. També va liderar juntament amb R. Paul Butler el projecte que va localitzar la súper-Terra GJ 667Cc, un planeta a 22 anys llum de la Terra i amb una massa quatre vegades superior. A finals del 2016 la revista Nature l'elegí com un dels 10 científics més destacats del 2016 d'arreu del món.